# Йодас
Йодас, Йодс, Юдас (латис. і фін.) — лісовик, польовик.
Йоді — душі померлих предків, які під час північного сяйва на небі є в образі воїнів. У народній литовській пісні з'являються Іюдови або Іодови пси, нападники на божу колісницю. Звідси ж походить естонське юдас, юас — чорт, фінське ютас, в сенсі злого духа, хитрої людини.
У міфологічно-магічних співах естів Юудас призивається разом з Пергелем. У латишів є Йодова мати (Йодамате). Йодов недолюблює Перкунас, який їх переслідує під час грози, намагаючись їх убити блискавкою, як чортів.
Шифнер вказав на біблійний вплив при розробці цього міфу («Калевала», 1852, і Кастрен, «Міфологічні читання», III).
Звичайно Йодас вважається ще й духом повітря, вітру.